# Seilhängebrücke Wetter

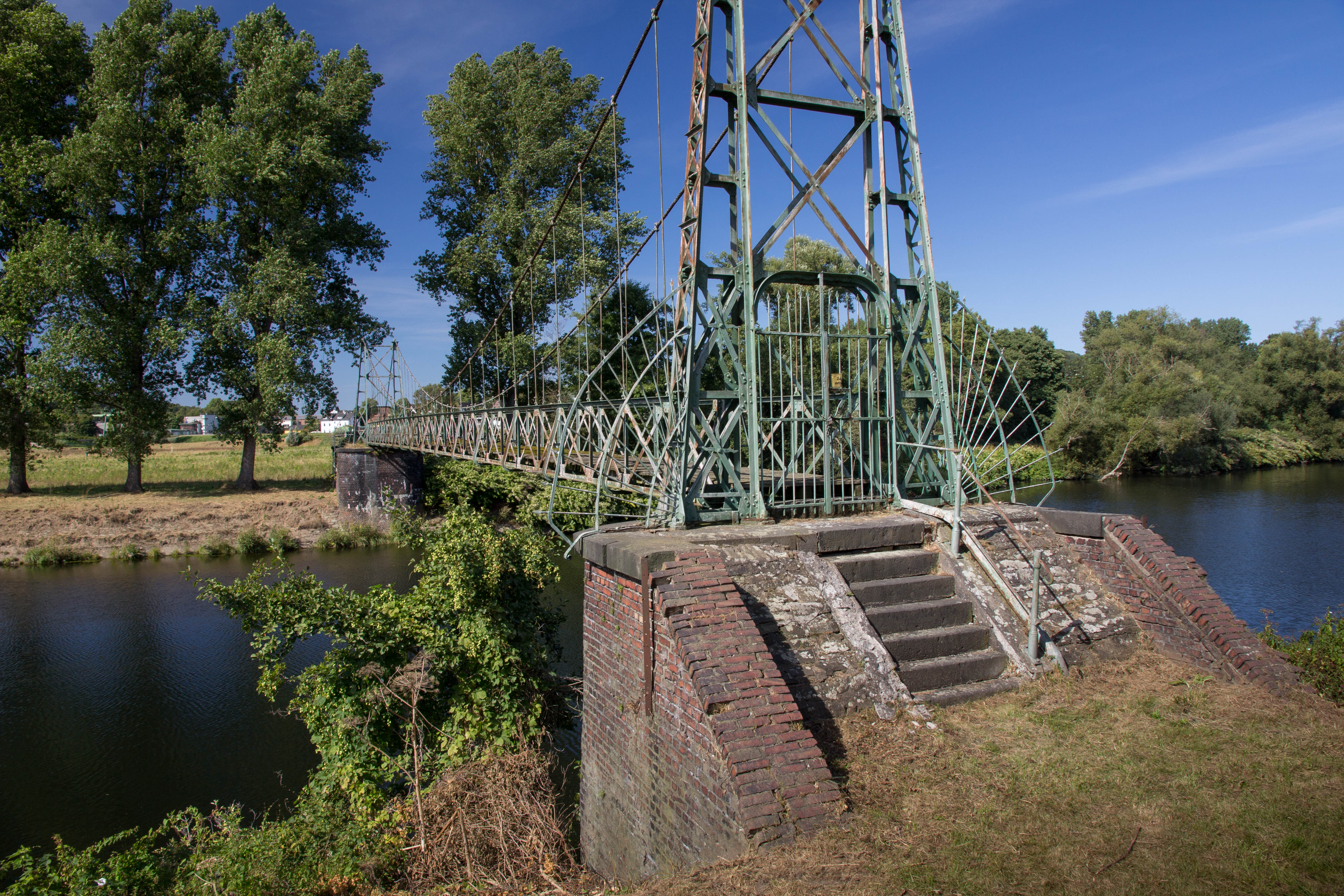
Seilhängebrücke Wetter

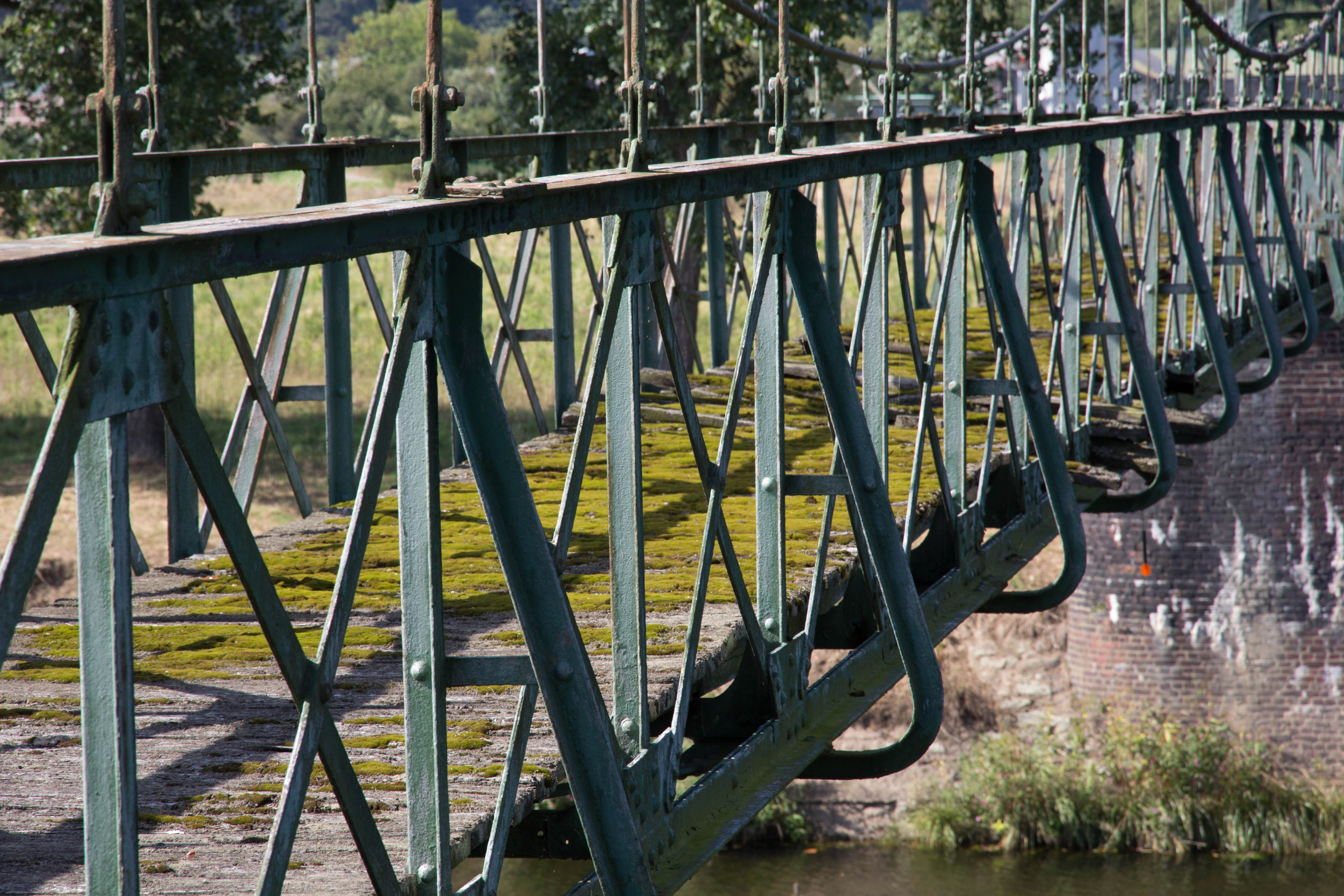
Brückengeländer und Dielenboden

Die Seilhängebrücke Wetter ist eine Hängebrücke über die Ruhr in der Stadt Wetter (Ruhr) in Nordrhein-Westfalen.
Die Brücke gehört zum Betriebsgelände des Gemeinschaftswasserwerks Volmarstein der AVU (ehemals Barmer Wasserwerk) und befindet sich in der Schutzzone I des Wasserschutzgebiets Volmarstein. Die Brücke kann deswegen nur in Ausnahmefällen öffentlich besichtigt werden.

## Geschichte
Errichtet wurde die Fußgängerhängebrücke 1893 und ist somit die älteste Seilhängebrücke ihrer Art in Deutschland. Sie wurde errichtet, damit die Mitarbeiter des Wasserwerks Volmarstein die sogenannte Ruhrinsel besser erreichen konnten. Die Insel ist ein Landstück zwischen der Ruhr und dem Mühlen- bzw. Obergraben, einem vom Kraftwerk Harkort aufgestauten Seitenarm des Flusses.
Die historische Eisenkonstruktion hat Drahtseile und gemauerte Widerlager, die Dielen der Brücke bestehen aus Holz.
1985 wurde die Seilhängebrücke unter Denkmalschutz gestellt; als Baudenkmal Nr. 88 ist sie Teil der Denkmalliste von Wetter. Wenige Jahre später, Anfang der 1990er, wurde festgestellt, dass die Brücke nicht mehr standsicher ist. Seither darf sie nicht mehr betreten werden.